# Alois Sallatmeyer (Architekt)
Alois Sallatmeyer (* 2. Mai 1849 in Wien; † 19. März 1917 ebenda) war ein österreichischer Baumeister und Architekt.

## Leben
Alois Sallatmeyer wurde als Sohn eines Maurergehilfen geboren. Sallatmeyer arbeitete um 1880 als Maurerpolier, 1881 erhielt er die Baumeisterkonzession. Er war nicht nur als Baumeister tätig, sondern errichtete auch Gebäude nach seinen eigenen Plänen. Die Firma „Alois Sallatmeyer, Stadtbaumeister“ wurde 1891 eingetragen. Ab 1903 führte er die Firma gemeinsam mit seinem Sohn Alois Vinzenz.
Alois Sallatmeyer verstarb im Alter von 68 Jahren in der Wiener Rudolfstiftung.

## Bedeutung

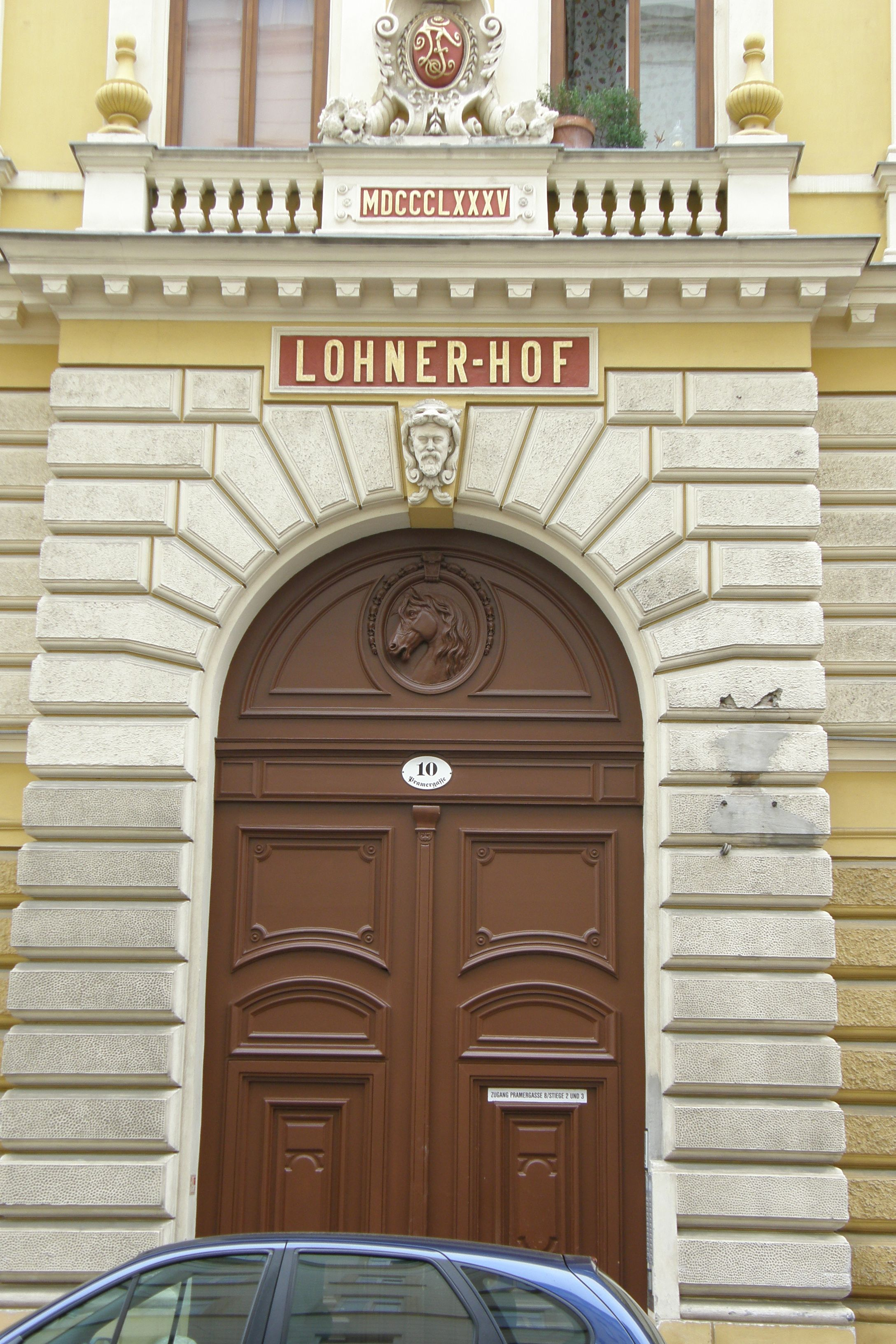
Der Lohnerhof in Wien 9

Sallatmeyers Zinshäuser wurden streng symmetrisch geplant. Er betonte seine Fassaden gerne mit auffallenden Portalen, wie z. B. im Lohner-Hof in der Pramergasse durch ein hohes Rundbogenportal, über welchem er eine Büste (möglicherweise der Bauherr, Franz Lohner) und einen Pferdekopf als Hinweis auf die im Hinterhof liegende Reitschule anbrachte.

## Werke

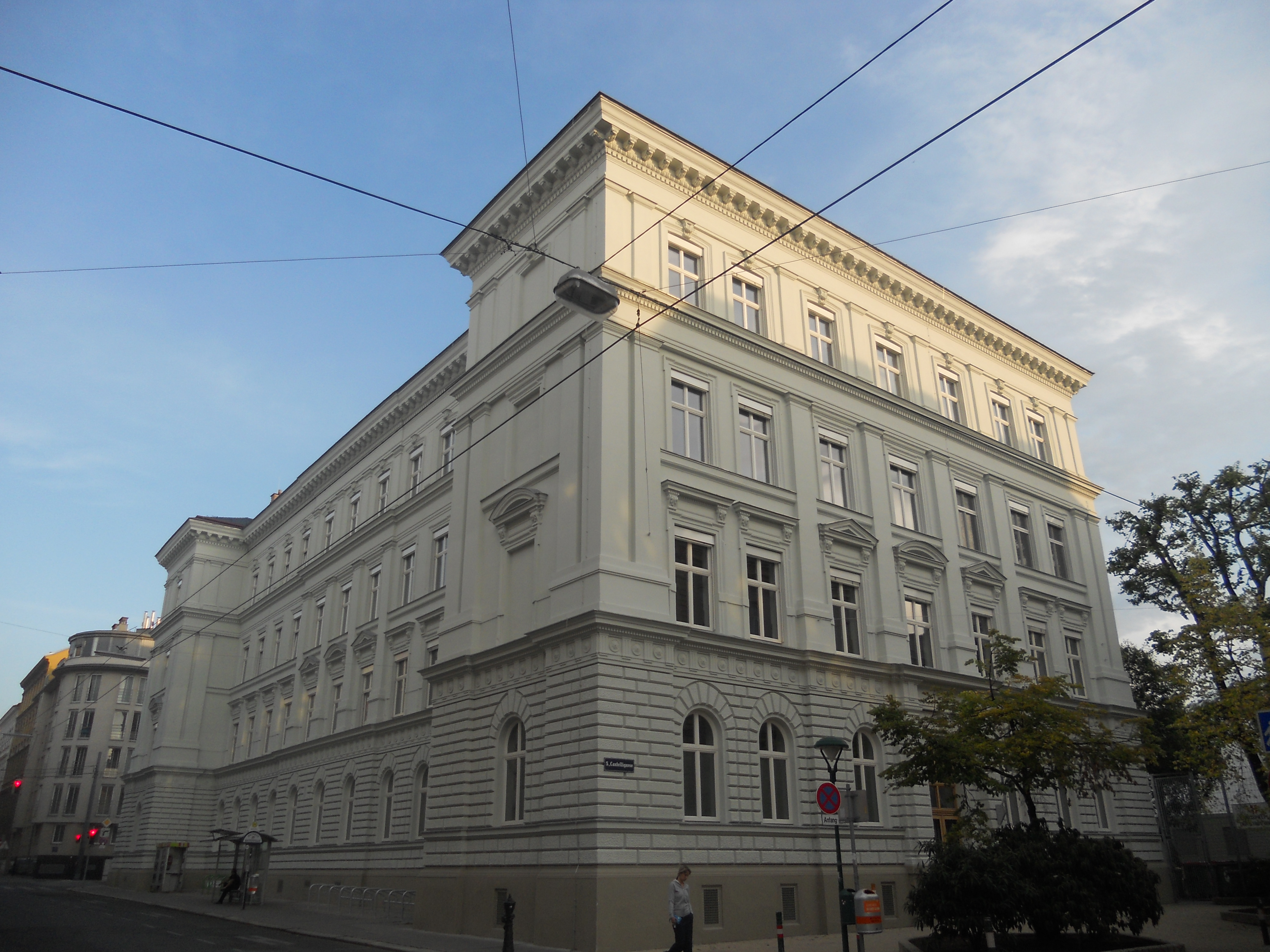
Die Schule in der Castelligasse 25

- Schule Castelligasse 25, Wien 5 (1881)
- Mietshaus  Harmanngasse 13, Wien 5 (1883–1885)
- Mietshaus und Reitschule (Lohner-Hof) Pramergasse 10, Wien 9 (1884–1885)
- Mietshaus Siebensterngasse 25, Wien 7 (1885)
- Mietshaus Hernalser Hauptstraße 83, Wien 5 (1888)
- Mietshaus Gartengasse 28/Margaretenstraße 83, Wien 5 (1888)